# 78-as trolibusz (Budapest)
A budapesti 78-as jelzésű trolibusz a Keleti pályaudvar (Garay utca) és a Kossuth Lajos tér között közlekedik. A főváros legrövidebb trolibuszvonala. A viszonylatot a Budapesti Közlekedési Zrt. közlekedteti a Budapesti Közlekedési Központ megrendelésére.
A vonalon munkanapokon este 20 óra után, valamint hétvégén és ünnepnapokon elsőajtós felszállási rend van érvényben.

## Története
2016. június 4-étől hétvégén és ünnepnapokon, valamint 2024. január 19-étől munkanapokon este 20 óra után csak az első ajtónál lehet felszállni.

## Járműkiadás
A 78-as vonal MTB–82-es típusú járművekkel indult meg, melyhez néhány évvel később Ikarus 60T-k is csatlakoztak. A 60-as évek elejétől a házilag épített csuklósok egy részét ide sorolták, így egy rövid ideig csuklós üzem volt a jellemző. A ZiU–5 járművek érkezésekor egy nagyobb átcsoportosítás történt, így a 78-asról átkerültek a csuklósok a 75-ös vonalra, helyükre pedig az új szovjet trolik kerültek. A 70-es évek második felétől az újonnan vásárolt ZiU–9 trolik alkották a vonal járműkiadását. 2005–2007-ben a Ganz-Solaris trolik megjelenésekor egy újabb átcsoportosítás történt; ZiU–9, Ikarus 412T és az új Solaris trolik alkották a viszonylati flottát. Ez az állapot egészen 2012 végéig tartott. 2013 január elsejétől a szovjet ZiU-k kivonásakor a szóló trolik hiánya miatt hétköznapokon kizárólag csuklósok közlekedtek, a használtan vett MAN trolik és az Ikarus 280T-k jelentették a napi kiadást. 2013 júniusától vonalon 2 db MAN és 5 db Ikarus 435.81 teljesített szolgálatot, ez utóbbi rossz fordulékonysága ellenére 2 és fél éven át közlekedett a belvárosban. 2015. december 19-étől (részben új) szóló Solaris trolik közlekednek a vonalon.[forrás?]

## Útvonala
| Kossuth Lajos tér felé |
| Keleti pályaudvar M (Garay utca) vá. – Nefelejcs utca – Damjanich utca – Bajza utca – Városligeti fasor – Lövölde tér – Király utca – Nagymező utca – Kálmán Imre utca – Honvéd utca – Báthory utca – Kossuth Lajos tér M vá. |
| Keleti pályaudvar (Garay utca) felé |
| Kossuth Lajos tér M vá. – Báthory utca – Kozma Ferenc utca – Kálmán Imre utca – Nagymező utca – Király utca – Rottenbiller utca – Damjanich utca – Bethlen Gábor utca – Garay utca – Keleti pályaudvar M (Garay utca) vá.     |

## Megállóhelyei
| 0  | Keleti pályaudvar M (Garay utca) végállomás | 16 | 23, 24 73, 76, 79, 80 5, 7, 7E, 8E, 20E, 30, 30A, 107, 108E, 110, 112, 133E, 230 G10 S60 G60 Z60 S80 G80 IC, EC, EN, InterRégió, sebesvonat, gyorsvonat, expresszvonat, |
| ∫  | Bethlen Gábor tér                           | 14 | |
| ∫  | Bethlen Gábor utca                          | 12 | |
| 1  | Nefelejcs utca / István utca                | ∫  | 74, 79 |
| 3  | Nefelejcs utca / Damjanich utca             | ∫  | 70 |
| 4  | Reformáció park                             | ∫  | 70 |
| 6  | Lövölde tér                                 | 10 | 70 |
| 8  | Izabella utca / Király utca                 | 8  | 70, 73, 76 |
| 9  | Király utca / Erzsébet körút                | 7  | 4, 6 70 |
| 11 | Akácfa utca                                 | 6  | 70 |
| 12 | Opera M                                     | 5  | 70 105, 210, 210B |
| 14 | Zichy Jenő utca                             | 3  | 70 |
| 16 | Báthory utca / Bajcsy-Zsilinszky út         | 2  | 70, 72 9 |
| 18 | Kossuth Lajos tér M végállomás              | 0  | 2, 2B, 23 70 15 |